# 希特勒慕尼黑公寓

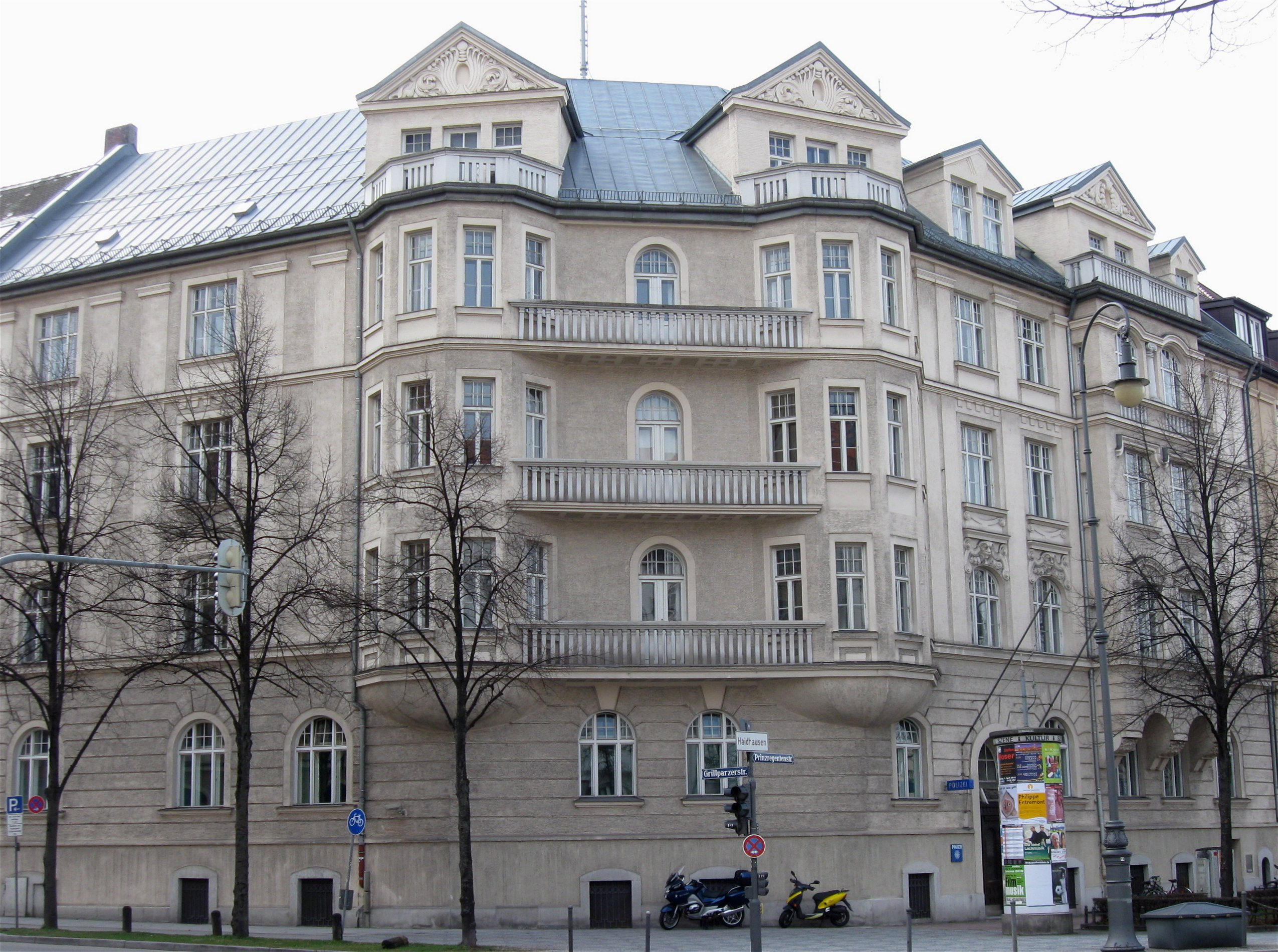
摄政王广场16号

希特勒慕尼黑公寓是阿道夫·希特勒名下的一处公寓，位于德国慕尼黑摄政王广场16号。

## 歷史
1920年3月希特勒从德国陆军退伍，回到慕尼黑，全职为纳粹党工作，慕尼黑是纳粹党的诞生地点和总部所在地。从1920年到1929年，他在Thierschstrasse 41号租了一个小卧室。后来，他租了第二间房作为办公室。1936年，慕尼黑市议会在这座建筑上摆放了一块牌子，上面写着：“1920年5月1日至1929年10月5日，阿道夫希特勒住在这间房子里。”这座建筑仍然存在，原来希特勒的房间用于储藏。
1929年，希特勒搬到摄政王广场16号三楼一套拥有九个房间的公寓，包括两个厨房和两个卫生间。最初由他的出版商支付。十年后，希特勒公开清偿。最终，整个建筑成为纳粹党的产业。公寓装修由纳粹党员、希特勒的建筑顾问建筑师保罗·路德维格·特罗斯特的遗孀格迪·特罗斯特设计。希特勒公寓内充满他收集的艺术品，尤其是十九世纪德国绘画作品以及德国老大师。
1925年，希特勒把他守寡的同父异母的姐姐安洁拉·希特勒从奥地利带到慕尼黑，担任慕尼黑公寓和贝格霍夫行館的管家。她带着她的两个女儿，洁莉和芙里德。希特勒与他的侄女洁莉·罗包尔非常亲近，于1929年搬到他的公寓，当时她20岁。他们的关系笼罩在神秘面纱之中，但被广泛传闻为浪漫故事。1931年9月18日，她在公寓内因枪伤死亡。验尸官宣布她的死因是自杀。希特勒听到噩耗后立刻返回慕尼黑。希特勒因此陷于忧郁，悼念她多年。洁莉的房间保持原样，未作更动。
希特勒住在这所公寓，直到1934年成为德国元首。在此之后，希特勒保留了这间公寓，但大部分时间都在柏林或贝格霍夫行館度过。希特勒有时使用慕尼黑公寓进行高级外交会议。1937年9月25日，他在此会见墨索里尼，试图让墨索里尼同意他德奥合并的计划，两人同意加强他们的轴心协议。1938年9月30日，四强签订慕尼黑协定之后，希特勒在此公寓会见英国首相张伯伦。
战后初期，该建筑曾用作美军总部。今天，该建筑仍然存在，为巴伐利亚州财政办公室。三楼原希特勒公寓用作慕尼黑地区警察总部，不向公众开放。